# Patrick Remy
Pour les articles homonymes, voir Rémy (homonymie).
Ne pas confondre avec le fondeur français Patrick Rémy.
Patrick Remy est un footballeur puis entraîneur français, né le 25 août 1954 à Béchy dans le département de la Moselle. Il joue au poste d'ailier droit du début des années 1970 au milieu des années 1980.
Formé au FC Metz, il évolue ensuite à l'AJ Auxerre où il remporte le championnat  de France de division 2 en 1980 puis termine sa carrière à l'Olympique de Marseille.
Devenu entraîneur, il dirige l'AS Beauvais puis le CS Sedan Ardennes avec qui il est finaliste de la Coupe de France en 1999. Il parvient à faire monter ce club en division 1 la même année et réussit la même performance en 2004 avec le SM Caen. Il est également l'entraîneur de La Gantoise, de l'EA Guingamp et de l'ES Troyes AC.

## Carrière

### Joueur
Patrick Remy commence le football à l'ES Bechy à l'âge de quatorze ans puis à dix-sept ans, il part continuer ses études à Metz et il intègre alors le centre de formation du FC Metz,. Milieu offensif ou ailier droit, il intègre l'équipe première lors de la saison 1973-1974. Il fait ses débuts en division 1 le 10 août 1973 lors de la seconde journée du championnat. Dans ce match disputé au Stade Geoffroy-Guichard face à l'AS Saint-Étienne et perdu sur le score de deux à zéro, il entre en jeu à la 57e minute en remplacement de Claude Hausknecht. Il inscrit son premier but sous les couleurs messines la saison suivante lors de la 37e journée du championnat. Titulaire pour la première fois, il marque à la 28e minute de la rencontre disputée à l'extérieur face au SCO Angers et les deux équipes se séparent sur un match nul deux partout. Il signe son premier contrat professionnel en 1975 et devient titulaire au poste d'ailier droit lors de la saison 1977-1978. En début de saison suivante, Patrick Remy dispute une rencontre amicale avec l'AJ Auxerre mais le FC Metz préfère cependant le conserver. Il est également contacté par le Montpellier PSC mais il ne donne pas suite, souhaitant n'aller qu'à l'AJA en cas de transfert. En conflit avec le nouvel entraîneur Marc Rastoll, il joue peu en équipe première. Avec la réserve, il termine vice-champion de division 3 en fin de saison.
En début de saison suivante, il est contacté par le Tours FC et le Thionville FC, il s'engage avec l'AJ Auxerre. Pour son nouvel entraîneur Guy Roux, Patrick Remy « est un excellent joueur, vif, collectif et clairvoyant. Après la période d’adaptation toujours nécessaire à Auxerre, il devra être un élément très important ». L'AJ Auxerre remporte le championnat  de France de division 2 en fin de saison et atteint la division 1 pour la première fois de son histoire.
En division 1, Patrick Remy inscrit huit buts en trente-six rencontres et il est le buteur qui met fin à la série de cinq ans d'invincibilité du FC Nantes à domicile.
Après cent-une rencontres sous le maillot auxerrois, Patrick Remy s'engage en 1982 avec l'Olympique de Marseille alors en division 2. Il est recruté pour encadrer les « minots » mais le club ne parvient pas monter en ne terminant que 3e. La saison suivante, son temps de jeu est très faible, l'attaque olympienne étant composé de Marc Pascal, Sarr Boubacar et Žarko Olarević. Le club termine premier du groupe A et accède en division 1 après quatre ans à l'échelon inférieur. Patrick Remy dispute son dernier match en tant que professionnel lors du match retour de la finale des champions de division 2 face au Tours FC. Il entre en jeu à la 46e minute de la rencontre, perdue trois à deux à Tours, en remplacement de Marc Pascal.

### Entraîneur
Patrick Remy devient alors entraîneur et prend en charge les cadets de l'Olympique de Marseille pendant trois ans. En 1987, il rejoint l'AS Beauvais où il prend en charge le centre de formation et atteint en fin de saison la finale de la Coupe Gambardella. Il exerce ces fonctions pendant huit ans puis est nommé à la tête de l'équipe première en avril 1995 alors que le club est en position de relégable en remplacement de Daniel Zorzetto. Relégué en  National, le club remonte dès la saison suivante en division 2 en terminant deuxième du groupe B derrière le Sporting Toulon. En division 2, le club beauvaisien commence mal sa saison et au bout de quatorze journées, Patrick Remy est remplacé à la tête de l'équipe première par Daniel Zorzetto. Il retrouve alors en novembre 1996 la tête du centre de formation et occupe ce poste jusqu'à la fin de la saison puis l'année suivante occupe un poste d'observateur des équipes adverses et des futures recrues au sein du club.
En 1998, il devient entraîneur du CS Sedan-Ardennes en division 2 où il succède à Bruno Metsu. En difficulté en début de saison, le club ardennais pense à rappeler l'ancien entraîneur mais Patrick Remy et ses joueurs réalisent ensuite un très bon parcours qui les voit terminer vice-champion de division 2 à deux points derrière l'AS Saint-Étienne. Promu en division 1, le club atteint également lors de cette saison la finale de la Coupe de France où il se retrouve opposé au FC Nantes. La tactique mise en place en place par Patrick Remy, un 4-4-2 sans meneur de jeu avec une défense à plat, deux faux-ailiers et deux milieux récupérateurs, gène considérablement les joueurs nantais qui ne s'imposent qu'un à zéro sur un pénalty très contestable[non neutre] [réf. non conforme]. En division 1, le CS Sedan-Ardennes étonne et termine en 7e position du championnat se qualifiant ainsi pour la coupe Intertoto mais en fin de saison, Patrick Remy est licencié par ses dirigeants.
En novembre 2000, il est nommé entraîneur du club belge de première division de La Gantoise. Patrick Remy met en place une tactique en 4-5-1 et le club termine 5e du championnat et se qualifie pour la coupe Intertoto. En début de saison suivante, les « Buffalos » atteignent les demi-finales de l'Intertoto où il éliminé par le Paris SG. 3e à la mi-saison du championnat 2001-2002, des conflits éclatent entre Patrick Remy et les joueurs et il est finalement démis de ses fonctions en février 2002 à la suite d'une série de défaites.
Il est recruté en juin 2002 par le SM Caen qui évolue en Ligue 2. Le club termine à la 7e place du championnat après avoir occupé une position de relégable jusqu'en janvier. La saison suivant, le club remonte dans l'élite et termine vice-champion de France derrière l'AS Saint-Étienne. En Ligue 1, le club est seizième à la mi-saison et parvient à se qualifier pour la finale de Coupe de la Ligue où il opposé au RC Strasbourg qui s'impose sur le score de deux à un. 19e à quatre journées de la fin du championnat, Patrick Remy est licencié en mai et remplacé par Franck Dumas,.
En contact avec le FC Metz, il devient finalement entraîneur de l'En avant de Guingamp en mai 2006. Le président du club Noël Le Graët indique alors que Patrick Remy a pour lui « [un] vécu du haut niveau, [une] expérience des montées, [une] fibre de formateur, [des] valeurs humanistes ». 13e du championnat pour sa première saison au club, il est démis de ses fonctions le 3 octobre 2007 alors que le club est 17e après la 10e journée du championnat 2007-2008.
En juin 2009, il est nommé entraîneur de ES Troyes AC, qui vient d'être relégué en National avec pour objectif la remontée immédiate. Il impose ses méthodes strictes aux joueurs mais fait évoluer sa tactique favorite, le 4-4-2, en un 4-3-3 à la demande des joueurs. Malgré la remontée du club en Ligue 2 grâce à une troisième place en championnat, il est de nouveau licencié à six jours de la reprise de l'entraînement en raison de désaccords avec les dirigeants.
En contact avec l'AC Arles-Avignon en septembre 2010, le club lui préfère finalement Faruk Hadžibegić pour succéder à Michel Estevan. Il est ensuite approché par le club algérien de l'ES Sétif en janvier 2011 mais Patrick Remy refuse la proposition. À l'intersaison 2011, son nom est évoqué pour devenir le nouvel entraîneur de l'AJ Auxerre puis en novembre 2011, il est de nouveau pressenti pour entraîner l'AC Arles-Avignon mais c'est Thierry Laurey qui est recruté.

## Palmarès
Patrick Remy dispute 136 matchs pour 15 buts marqués en division 1 sous les couleurs du FC Metz et de l'AJ Auxerre.
Il remporte sous les couleurs auxerroises le titre de champion de France de division 2 en 1980 et il est vice-Champion de France de division 2 en 1984 avec l'Olympique de Marseille.
Il est également vice-champion de division 3 en 1979 avec l'équipe réserve du FC Metz. Présélectionné en équipe de France juniors, il ne compte des sélections qu'en équipe de France universitaire.
Comme entraîneur, il est finaliste de la Coupe de France en 1999 avec le CS Sedan-Ardennes et finaliste de la Coupe de la Ligue en 2005 avec le SM Caen.
Il termine à deux reprises vice-champion de France de division 2 en 1999 avec le CS Sedan-Ardennes et en 2004 avec le SM Caen. Avec les juniors de l'AS Beauvais, il est finaliste de la Coupe Gambardella en 1988.

## Statistiques
Le tableau ci-dessous résume les statistiques en match officiel de Patrick Remy durant sa carrière de joueur professionnel.
| Saison                | Club                   | Championnat           | Championnat | Championnat | Coupe(s) nationale(s) | Coupe(s) nationale(s) | Total | Total |
| Saison                | Club                   | Division              | M.          | B.          | M.                    | B.                    | M.    | B.    |
| 1973-1974             | FC Metz                | Division 1            | 2           | 0           | -                     | -                     | 2     | 0     |
| 1974-1975             | FC Metz                | Division 1            | 3           | 2           | -                     | -                     | 3     | 2     |
| 1975-1976             | FC Metz                | Division 1            | 12          | 1           | 3                     | 0                     | 15    | 1     |
| 1976-1977             | FC Metz                | Division 1            | 11          | 1           | -                     | -                     | 11    | 1     |
| 1977-1978             | FC Metz                | Division 1            | 32          | 1           | 5                     | 1                     | 37    | 2     |
| 1978-1979             | FC Metz                | Division 1            | 15          | 2           | 1                     | 0                     | 16    | 2     |
| 1979-1980             | AJ Auxerre             | Division 2            | 28          | 5           | 7                     | 2                     | 35    | 7     |
| 1980-1981             | AJ Auxerre             | Division 1            | 36          | 8           | 3                     | 1                     | 39    | 9     |
| 1981-1982             | AJ Auxerre             | Division 1            | 25          | 0           | 2                     | 0                     | 27    | 0     |
| 1982-1983             | Olympique de Marseille | Division 2            | 26          | 0           | 5                     | 1                     | 31    | 1     |
| 1983-1984             | Olympique de Marseille | Division 2            | 7           | 1           | 1                     | 0                     | 8     | 1     |
| Total sur la carrière | Total sur la carrière  | Total sur la carrière | 197         | 21          | 27                    | 5                     | 224   | 26    |